# Nicolás-María de Ojesto y Díaz-Agero
Nicolás-María de Ojesto y Díaz-Agero (Salamanca, ¿?-San Martín de Trevejo, provincia de Cáceres; 18 de agosto de 1918) fue un político español.

## Biografía
Pertenecía a una familia adinerada de la cual formó parte el primer conde de Malladas. Se doctoró en derecho en la Universidad de Salamanca. Se casó con Petronila Godínez de Paz y se estableció a San Martín de Trevejo. Fue escogido diputado a las Cortes Generales el 1867 por el distrito de Cáceres y después de las elecciones generales españolas de 1899 fue escogido nuevamente diputado por la misma circunscripción en sustitución de Joaquín González Fiori. También fue nombrado gobernador civil de Valencia, Barcelona (febrero-julio de 1892) y Granada. Le fue concedida la Gran Cruz de Isabel la Católica.
Interesado en el habla local, invitó al filólogo Federico de Onís Sánchez para que hiciera un estudio. Este consiguió que en 1910 Ramón Menéndez Pidal visitara San Martín de Trevejo para estudiar una nueva versión del extremeño mañego o sanmartiniego, del que escribió un artículo en la Revista de Extremadura. También recibió a los filólogos Fritz Krüger y Leite de Vasconcelos.